# Коначан аутомат
Коначни (недетерминистички) аутомат над коначном азбуком Σ се састоји од коначног скупа Q, који се назива скуп стања, скупа I ⊂ Q почетних (иницијалних) стања, скупа F ⊂ Q завршних (финалних) стања и скупа Δ ⊂ Q x Σ x Q који се назива релација прелаза. Коначни аутомат се записује као уређена петорка:
```
     A=(
Σ
,Q,I,F,
Δ
).
[
1
]
```

Елемент релације прелаза Δ се назива лук. Ако је лук l=(p,a,q) ∈ Δ, онда је слово a ∈ Δ етикета тог лука.
Под израчунавањем c дужине n у аутомату А подразумева се низ лукова l1,...,ln, где li = (pi,ai,qi) ∈ Δ, тако да је qi = pi+1 за i ∈ [1,n-1] ⊂ N. Под етикетом израчунавања c, у ознаци ||c|| се подразумева ниска a1...an састављена од етикета лукова израчунавања c. Ако је ниска w=||c|| етикета израчунавања c, онда се то записује на следећи начин:
```
      c: p
1
 
→
 q
n
.
[
2
]
```

За свако стање q, постоји, по договору, празно израчунавање у ознаци εq : q → q чија је етикета ε (тј. празна реч као етикета).
За израчунавање c:p → q се каже да је успешно ако важи да је p ∈ I и q ∈ F. За реч w се каже да је препозната (прихваћена) аутоматом А ако је та реч етикета неког успешног израчунавања. Језик препознат (прихваћен) аутоматом А је скуп свих речи препознатих аутоматом А:
```
      L(A)={w 
∈
 
Σ
* | 
∃
c : i 
→
 f, i 
∈
 I, f 
∈
 F, w=||c||}.
[
2
]
```

Појам израчунавања се може посматрати и на други начин, као проширење релације прелаза Δ са слова на речи. Тако проширена релација прелаза, у ознаци Δ*, описана је на следећи начин:
```
     
Δ
* 
⊆
 Q x 
Σ
* x Q
```

уз услове:

- за свако q ∈ Q, (q,ε,q) ∈ Δ*;

- ако је w=a1a2...an (ai ∈ Σ, n ≥ 1) и ако постоји n+1 стање q0,q1,...,qn такво да за свако i ∈ N: 1 ≤ i ≤ n, важи да је лук (qi-1,ai,qi) ∈ Δ, тада је (q0,w,qn) ∈ Δ*, а w je етикета пута у аутомату која повезује стање q0 са стањем qn.

Језик препознат коначним аутоматом А је тада 
```
     L(A)={w 
∈
 
Σ
* | 
∃
i 
∈
 I, 
∃
f 
∈
 F, (i,w,f) 
∈
 
Δ
*}.
[
2
]
```

## Граф прелаза коначног аутомата
Начин на који се уводи коначан аутомат упућује на графичку репрезентацију коначног аутомата. Таква репрезентација се обично назива дијаграм стања: у њој су стања аутомата представљена чворовима графа, а лук аутомата (p,a,q) је представљен луком из чвора p ка чвору q који је обележен етикетом a.
Израчунавање је пут у графу, а обележја лукова који чине један пут у графу, су слова етикете израчунавања.
У графичком приказу аутомата, почетна и завршна стања (елементи скупова I и F) се обележавају на посебан начин. Почетно стање је обележено стрелицом која показује на њега,док је завршно стање двоструко заокружено. Више лукова који имају заједнички излазни чвор p и заједнички улазни чвор q обележавају се само једним луком са скупом одговарајућих етикета. Посебно, ако за свако слово a ∈ Σ постоји лук (p,a,q), уводи се јединствени лук са етикетом Σ.

## Матрица прелаза
Опис релације Δ се може задати дводимензионом матрицом која се назива матрица прелаза. Врсте матрице прелаза Т су индексиране елементима p скупа стања Q, а колоне елементима a азбуке Σ, тако да:
```
     q 
∈
 T[p,a] 
⇔
 (p,a,q) 
∈
 
Δ
.
[
2
]
```

## Детерминистички аутомат
Стање q ∈ Q аутомата A=(Σ,Q,I,F,Δ) је доступно ако постоји израчунавање c: i → q, где је i ∈ I. Стање q ∈ Q је судоступно ако постоји израчунавање c: q → f где је f ∈ F. Ако су сва стањаједног аутомата доступна, кажемо да је аутомат доступан, а ако су сва стања аутомата доступна и судоступна, кажемо да је аутомат скресан.
Коначни аутомат А=(Σ,Q,I,F,Δ) је детерминистички ако скуп I почетних стања има тачно један елемент и ако важи
```
     (p,a,q),(p,a,r) 
∈
 
Δ
 
⇒
 q = r.
```

Дакле, за свако стање p ∈ Q и свако a ∈ Σ, постоји највише једно стање q ∈ Q такво да важи (p,a,q) ∈ Δ. Према овој дефиницији, релација преласка се своди на парцијално пресликавање 
```
     
δ
: Q x 
Σ
 
→
 Q
```

које тада називамо функција прелаза детерминистичког коначног аутомата.
Функција прелаза се природно проширује у функцију δ* над речима из Σ*:
```
     
δ
* : Q x 
Σ
* 
→
 Q
```

на следећи начин:
```
                
∀
p 
∈
 Q, 
δ
*(p,
ε
)=p
     
∀
p 
∈
 Q, 
∀
w 
∈
 
Σ
, 
δ
*(p,wa)=
δ
(
δ
*(p,w),a).
```

У овој нотацији, ако је I={i}, језик препознат детерминистичким коначним аутоматом А је:
```
     L(A)={w 
∈
 
Σ
* | 
δ
*(i,w)
∈
 F}.
[
1
]
```

Коначни аутомат А=(Σ,Q,I,F,Δ) je стандардан ако је I={i} ⊆ Q и ако
```
     за свако a 
∈
 
Σ
, q 
∈
 Q, (q,a,i) 
∉
 
Δ
```

(тј. у почетном стању се не завршава ниједан лук аутомата).
Коначни аутомат А=(Σ,Q,I,F,Δ) je потпун(комплетан) ако за свако стање p ∈ Q и свако слово a ∈ Σ, постоји бар једно стање q ∈ Q такво да је (p,a,q) ∈ Δ.
Ако неки коначан аутомат А није потпун, онда се такав аутомат може допунити до потпуног аутомата који препознаје исти језик као и аутомат А. Поступак комплетирања се састоји у увођењу новог стања w ∈ Q, таквог да w ∉ F. Тада, за сваки пар (p,a) за који не постоји ниједно q ∈ Q такво да је (p,a,q) ∈ Δ додајемо лук (p,a,w), (w,a,w) ∈ Δ за свако a ∈ Σ.

Сваки коначан аутомат се може трансформисати у детерминистички коначни аутомат, што показује следећа:

Теорема. За сваки коначан аутомат А, постоји потпун детерминистички коначан аутомат B такав да је

```
      L(A)=L(B).
[
2
]
```